# Osservatorio Dipo
L'Osservatorio del database italiano delle perdite operative, conosciuto come Osservatorio Dipo, è un'associazione non riconosciuta, che si occupa di supportare lo sviluppo della gestione del rischio operativo.
L'Osservatorio Dipo è stato lanciato all'interno di  ABI nel 2003, come attività volta a creare una metodologia di raccolta e di scambio di informazioni sulle perdite operative sperimentate dagli aderenti. 
Vi partecipano, ad oggi, circa 35 membri tra banche e  gruppi bancari, per un totale di quasi 200 entità segnalanti.

## Compiti dell'Osservatorio
L'attività dell'Osservatorio consiste principalmente nella gestione e manutenzione del Database italiano delle perdite operative (Dipo), una base dati che raccoglie, dal gennaio 2003, informazioni sui singoli eventi di perdita operativa subiti dalle banche aderenti, sulla base dei dati forniti dalle stesse.
Le rielaborazioni e i risultati ottenuti dagli studi costituiscono, per le banche, materiale informativo da utilizzare per le stime e la mitigazione del fenomeno.

## Metodologia
A partire dagli standard individuati dal Comitato di Basilea, l'Osservatorio fornisce una classificazione degli eventi di perdita articolata su 2 livelli di Event Type:
- frode interna

1. attività non autorizzata
2. frode e furto da personale interno

- frode esterna

1. frode e furto da esterni
2. sicurezza dei sistemi

- rapporto di impiego e sicurezza sul lavoro

1. relazioni con il personale
2. sicurezza sul lavoro
3. disuguaglianza/discriminazione

- clientela, prodotti e pratiche di business

1. relazioni con il cliente (idoneità, informativa, riservatezza/rapporto fiduciario)
2. attività/pratiche operative o di mercato improprie
3. difettosità di prodotti e servizi forniti
4. selezione, sponsorizzazione e limiti di esposizione
5. atticità di consulenza

- danni a beni materiali

1. disastri e altri eventi

- interruzione dell'operatività e disfunzioni dei sistemi informatici

1. inadeguatezza/inefficienza/malfunzionamento o blocco dei sistemi tecnologici

- esecuzione, consegna e gestione dei processi

1. esecuzione e perfezionamento delle transazioni
2. monitoraggio e reporting
3. acquisizione, raccolta e tenuta documentazione
4. gestione asset/conti della clientela
5. altre controparti non clienti
6. produttori e fornitori

Alle aziende viene inoltre fornito un documento contenente le linee guida per l'individuazione del corretto Event Type di primo livello, e del relativo ET di secondo livello.